# Gösta Lundquist
Gösta Lundquist (Göteborg, 15 augustus 1892 – Göteborg, 10 oktober 1944) was een Zweeds zeiler.
Lundquist won tijdens de Olympische Spelen 1920 in het Belgische Antwerpen de gouden medaille in de 30m² klasse. Lundquist en zijn ploeggenoten waren de enige deelnemers in deze klasse.

## Olympische Zomerspelen
| Jaar | Plaats    | Resultaten  |
| ---- | --------- | ----------- |
| 1920 | Antwerpen | 30m² klasse |